# 巴黎和会
巴黎和会，指1919年1月18日在巴黎凡尔赛宫召开的会议。
1918年11月，第一次世界大战宣告结束。1919年1月，胜利的协约国集团为了解決戰爭所造成的問題，以及奠定戰後的和平，於是召开巴黎和会。這個和會因為戰敗國和中立國均未獲邀請參加，所以這是勝利國舉行的和會，而勝利國又有大小之分別，它又是個大國操縱的和會。分別由法国总理克里孟梭、英国首相大衛·劳合·喬治、美国总统威尔逊主導了和会的進行。
和会上签订了处置战败国德国的凡尔赛和约，同时还分别同德国的盟国奥地利、匈牙利、土耳其等国签订了一系列和约。这些和约和凡尔赛和约一起构成了凡尔赛体系，确立了一次大戰後由法國、英國、美國等主要戰勝國主導的國際政治格局。会议通過領土分配及賠款等措施重塑現實政治格局，遏制德國等戰敗國及苏维埃俄国等共產國家，但與此同時通過筹组一个国际联盟来企圖建立理想的國際外交規範。
参加巴黎和会的各国代表有1000多人，其中全权代表70人。和會及後續的活動先後完成對各戰敗國的和約，其中對德和約的凡爾賽條約是最為重要的条约，對日後的國際關係有著深遠影响。

## 背景

巴黎和会四巨头：威尔逊、克里孟梭、劳合·乔治、奥兰多（从右至左）

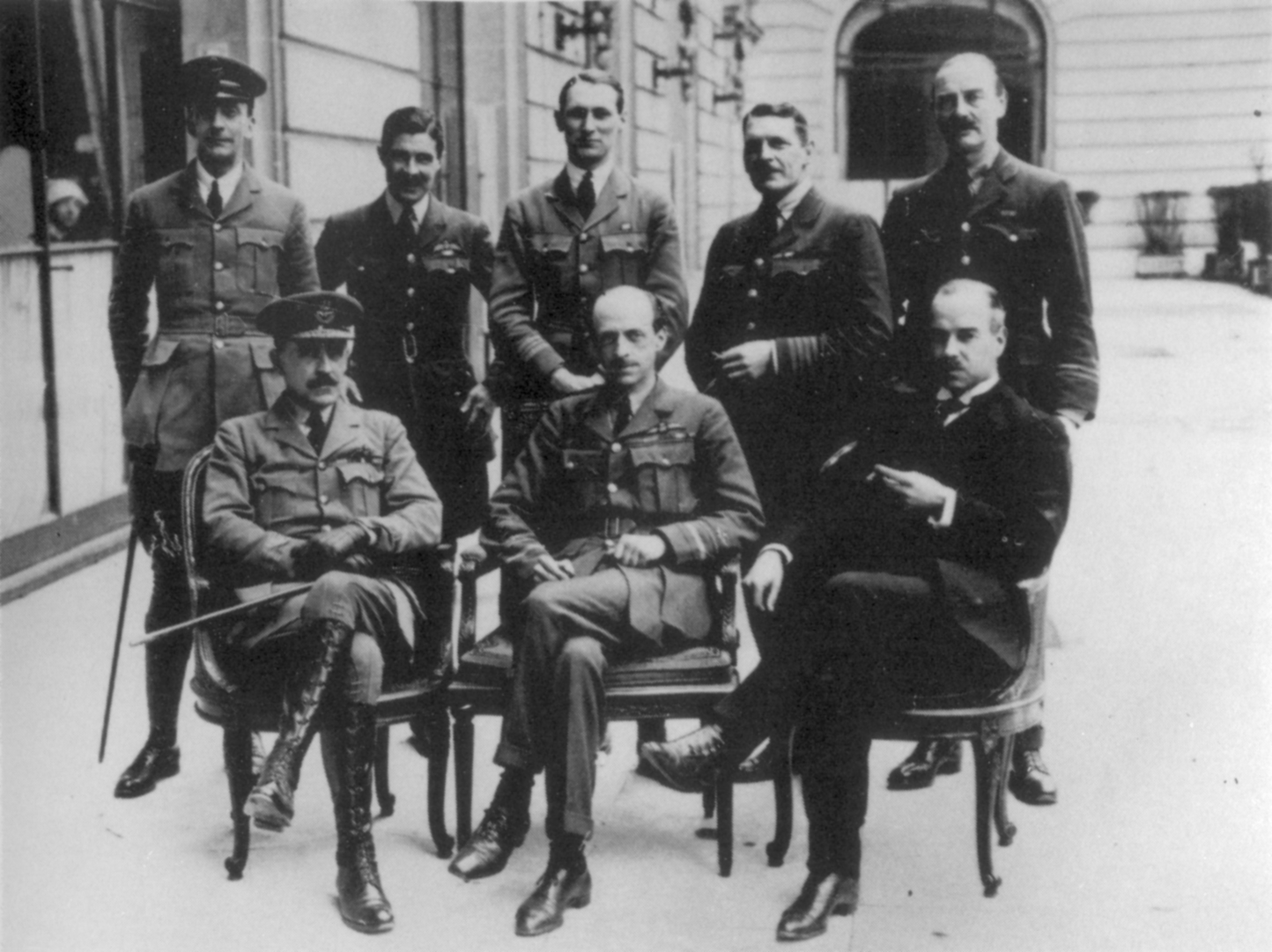
英國皇家空軍代表團

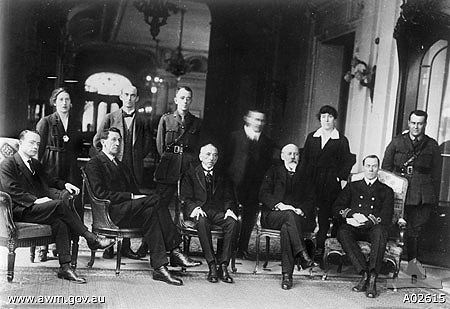
澳洲代表團

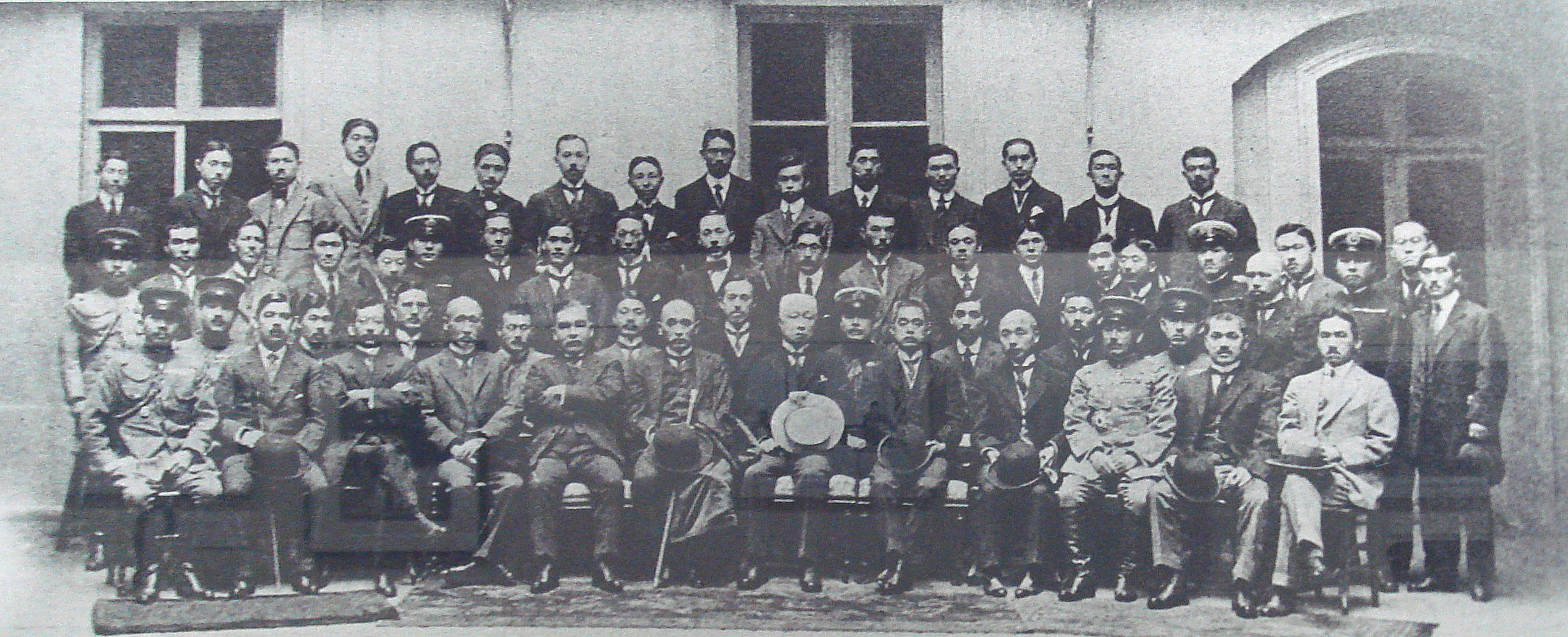
日本代表團

鄂圖曼帝國代表簽署色佛爾條約的會場

巴黎和會召開以前，當時世人普遍寄予厚望。當初一戰爆發時，英國歷史學家赫伯特·乔治·威尔斯，曾以「以戰止戰的戰爭」，來加強軍民信心。隨著戰爭的推移，為了爭取人民的支持，在內政與國際秩序方面，均有新的理想：德國人民希望戰後有民主的改革，廢除普魯士的三級選舉制；英國、法國、美國等國家更宣稱為民主而戰；俄國革命之後，俄共新的世界秩序藍圖，並且公布外交秘約，揭發秘密和強權外交「眾暴寡」和「強凌弱」的一面。
另外一方面，美國總統威爾遜於1918年1月8日，以國情報告的方式，向美國國會提出十四點和平原則。這些主張為了世界永久的和平而提出代表著崇高的理想。

## 召開
巴黎和會之地點在巴黎舉行，第一次全體會議，於1919年1月18日開始舉行，巴黎和會與一百年前的維也納會議有所不同，其為由勝利者單方面決定和約內容之會議，戰敗者並無出席討價還價的機會。参加巴黎和会的各国代表有1000多人，其中全权代表70人，代表二十七個勝利國家。除正式代表外，各代表團並擁有大批的學者專家及顧問。由於組織如此龐大，自然難以有效運作，所以在正式大會上，全部議程中，僅舉行數次。
大會為研究相關特殊問題（如賠償問題、領土問題、裁軍問題等等），特設置五十多個委員會，負責起草詳細草案，以供提擇。大會之實際權力，則由最高委員會負責，此一機構，由戰時最高國際聯合作戰委員會（Supreme International Allied War Council）演化而來。最高委員會設委員十人，由法國、英国、美國、意大利、日本五個各派代表兩人組成，又簡稱「十人委員會」，之後日本表示對於歐洲問題較無興趣，意大利首相奥兰多則因阜姆爭端，與威爾遜發生口角衝突，因此憤而離席，原本十人委員會轉變為法國、英国、美國，三巨頭共同主導之局面。

## 經過
三巨頭分別是法国总理克里蒙梭、英国首相大衛·勞萊·喬治、美国总统威尔逊，他們三人主導了和会的進行。三人的背景、理想乃至性格，均有顯著差異。威爾遜是大學教授出身，因此立世出身帶有理論色彩，為一理想主義者，但非手腕靈活、反應迅速的外交家。勞合·喬治和克里蒙梭則屬另一典型，他們闖盪政壇多年，兩人皆是熟悉處理國際問題事務之能手，為歐洲舊傳統現實主義者。
威爾遜與勞合·喬治、克里蒙梭二位的衝突，正代表著理想主義與現實主義的矛盾，也是戰後世人一般心理狀態之反映，一方面人人渴望永久建立世界和平，一方面又念舊惡充滿報復的心態。由於英國、法國、意大利等國，在戰前或戰時曾締結多項秘密條約，自然難以達到十四點和平原則中理想的效果，在巴黎和會中，由於克里蒙梭主張嚴懲德國，與威爾遜有著激烈的爭論，勞合·喬治則周旋於兩人之間，不過所獲之結論，常偏於法國一方。
對德和約草案，三巨頭討論四個月後，於1919年5月中旬達成協議，因此備受後人批評過於草率且便宜行事。最後草案經三巨頭決定後，始召開大會請各國代表通過，翌日，再通知德國代表赴會，德方曾提出相關修正及反對意見，但未為被對方接受。那時戰爭雖已結束，而德國全境仍在聯軍包圍封鎖，德國別無選擇，只能俯首簽字，是即凡爾賽條約。

## 關於中國山東問題的談判
1898年，中國將胶澳地区（青島）租借給德國。一戰期間，1914年8月，日本加入協約國並迅速佔領山東地區。對於山東的歸屬方面，1915年日本向北洋政府提出二十一條，后中日簽訂一個縮減版本，中日民四條約，承認德國可以將租借地及其他權利轉讓給日本。1918年，雙方又簽訂中日膠濟鐵路密約，賦予日本若干膠澳鐵路的權利。日本轉而與英法意俄簽訂秘密協議，獲得這些國家承認日本在山東的權利。
在巴黎和會中，中國代表團根據大會的精神，要求大會否決日本在山東權利。中國代表團在參會前並不知道中日膠濟鐵路密約，中美兩國政府都不知道五國密約。中國代表團在大會中做了艱苦的努力，美國也給予極大幫助，但是日本以拒絕加入國際聯盟為威脅，最終美國放棄支持中國，中國的外交努力完全失敗。
國內的知識分子知道消息後，立刻通過新聞和公告通告全國人民，發起罷工、罷課以示威，最終在1919年5月4日，知識分子在國内引發五四運動。
1月18日：巴黎和會召開。
1月22日：中國代表團内部議決，要提請和會廢除二十一條。
1月23日：中國代表團收到外交部來電，始獲悉1918年中日膠濟鐵路密約之事。
1月27日上午：十人會討論原德國殖民地處置問題，日本代表反對邀請中國參與關於膠州問題討論，美國堅持邀請中國。
1月27日下午：日本代表團提出日本政府宣言書，要求德國政府無條件讓與膠州灣租借地、鐵路及德人在山東所有其他權利，日本陳述各項理由，並披露已獲英法意俄四國秘密諒解之支持。中美兩國代表團這時才第一次知曉五國秘密諒解協議，頗爲驚愕。中國代表團要求回去準備后第二日陳述。
1月28日上午：中日代表團對十人會進行陳述。
日本陳述理由如下：
- 日本出兵攻占青島鏟除德國勢力，維持遠東和平，保護商業航行。
- 日本為鏟除德國實力，犧牲不少。
- 中日間已訂有膠州灣交還之成約。這是指中日民四條約，其中一方面承認將來德國向日本轉交在山東一切權利，但也有一條款指明日本將來在條件合適的時候將租借地交還中國，條件包括“在日本國政府指定之地區，設置日本專管租界”等。
- 中日間已訂有膠濟鐵路條約。
- 事實上占領膠州灣。
- 德英法意俄四國秘密諒解之支持。

顧維鈞代表中國代表團陳述理由如下：
- 山東人民自古為中國民族，用中國語言，信中國宗教，山東是中國文化發祥地之一，為中國北部門戶，山東經濟發展，人口稠密，不容殖民。將山東交還中國符合本和會“承認民族領土完整”原則。
- 日本將德國逐出山東，英國助力，中國竭誠申謝，但割讓中國天賦之權利為報酬，而播將來紛爭之種子，中國必將竭力反對。
- 膠州灣租借與德國，起因於教案問題，德國以武力要挾，迫不得已而爲之。
- 中國很高興日本代表再次確認不欲將山東據爲己有，但中國寧願直接達成此目的。顧維鈞後來在與威爾遜私下交談中說中日民四條約中的交還條款是“有名無實”。
- 二十一條是經日本送達最後通牒，中國不得已而爲之，而且是戰時臨時辦法，須由和會為最後之審查解決。
- 中國對德宣戰文，已經顯然聲明中德間一切約章，全數因宣戰地位而消滅。因此根據“情勢變換原則”（rebus sic statibus，基本條件改變導致合約失效），德國在山東膠州灣租借地及其他權利，已經歸還中國，所以不存在轉交日本之可能。注：中日民四條約中相應條款是中國承認德國可以向日本轉交山東權利，而不是直接將山東權利轉交給日本，因此顧維鈞有此一法理上的爭辯。條約原文：“二、關於山東之條約：第一條、中國政府允諾，日後日本國政府向德國政府協定之所有德國關於山東省依據條約或其他關系對於中國享有一切權利、利益讓與等項處分，概行承認。”

顧維鈞發言條理清晰，獲得各國代表贊賞，中國陣勢爲之一振。
此後雙方展開一系列幕後的游説。法國代表和英國代表表示受與日密約所限，無法支持中國，但美國則全力支持中國，與中國代表團密切協作。
2月15日，中國代表團向和會呈交“山東問題說帖”，以書面形式詳細闡明中方觀點。
3月10日，日本發表關於山東問題之宣言，稱兩國此前合約業已解決此問題。
3月14日，北京政府公佈各種密約15件，包括中日膠濟鐵路密約等。段祺瑞與經手人受到抨擊，北京政府對此案趨於消極，而廣州政府則抓緊不放。
3月24日，顧維鈞在於威爾遜私下交流，闡明中方的更深層次想法：中日民四條約“所謂交還云者，有名無實”，“以租借地與鐵路比較，鐵路尤關重要，日人可借此扼中國之喉，於中國生存及東亞和平，危險更甚”。威爾遜深以爲然。
威爾遜在和會中地位不斷削弱，中國最主要的依靠日益鬆動。到4月中再次討論到山東問題時，和會整體面臨很大困難，意大利因爲瓜分德國殖民地問題、日本因爲中國山東問題，都威脅退出。
4月15-21日，美英法意日五國外長討論德國殖民地問題，美國提議將之交予五國托管，並建議膠州租借地比照處置，日本表示不同意，中國私下表示同意。
4月22日上午，日本代表在美英法意四人會前再次陳述，意大利未出席，日本陳述理由：
- 日本出兵驅逐德國在山東實力。
- 中國對德宣戰不能改變1915年中日民四條約的有效性。
- 中國對德宣戰不能廢除中德膠澳租借條約，租借性質等同於割讓，只是有99年期限，國際慣例宣戰不能廢除割讓或者其他有關領土安排的條約。
- 1918年中日膠濟鐵路密約是在中國對德宣戰以後，條約中中國政府“欣然同意”簽訂條約。
- 日本的犧牲、戰果、事實占領、名譽。
- 日本與英、法、意之間密約。
- 受日本政府訓令，除非貫徹對中國之義務，否則日本將拒簽合約。

4月22日下午，中国代表在四人会前陈述意见，威爾遜詢問中日膠濟鐵路密約中“欣然同意”一款，當時協約國勝利在望，停戰在即，日本無法再强迫中國，爲何“欣然同意”。顧維鈞回答因日本在山東駐軍，并有民政署、警察等，與地方關係緊張，中國政府深恐激生事端，故又致有此約，此約亦只有臨時之性質。
4月24日，中國代表團向美、英、法提出可接受的妥協方案，可暫由五大國托管，一年内交還。日本則堅持原來要求，否則不簽字，並不加入國際聯盟。
4月24日，意大利代表團抗議瓜分德國殖民地問題，退出巴黎和會，對和會造成很大壓力。
4月25日，四人會（現在實際為三人會）開會，口頭確認由日本繼承德國在山東權利。威爾遜私下談話指出妥協原因是迫於日、英壓力，爲了保存國聯。
4月30日，三國領袖會議決定，德國前在膠州及山東所有一切權利一概放棄，交與日本。日本根據英國建議，做半官方口頭聲明：日本保證將膠州主權交還中國，只繼承德國的經濟特權及其他普通權力，膠濟鐵路的日軍將於最早撤退，警隊將由華人擔當。威爾遜對此聲明表示滿意。三國決定將日本建議條約納入 . 维基文库.。會後威爾遜派人前往中國代表團，表示深深的歉意，解釋他被迫對日本讓步，是爲了挽救國聯。
中國代表團非常失望，電告北京，引發五四運動。
5月3日，中國代表團全體請辭，並請付懲戒，以重責任。國務院安慰挽留。
5月5日，國務院指示代表團不簽字。但此後多方商談，意見不一，北京政府多次變化立場。國内民意激憤、政局變幻，反對簽字的電報一齊湧向代表團，一時難以最後決定。
6月24日-28日，中國向大會力爭能否簽約但注明對山東問題保留，大會不允許。
6月28日，中國代表團決定拒绝在凡尔赛和约上签字，并将这一结果公之于众。

## 主要内容
第一次大戰後簽訂的主要和約如下：一、對德國簽訂凡爾賽條約（1919年6月28日）。二、對奧地利簽訂聖日耳曼條約（1919年9月10日）。三、對保加利亞簽訂纳伊条约（1919年11月27日）。四、對匈牙利簽訂特里亞農條約（1920年6月4日）。五、對土耳其簽訂色佛尔条约（1920年8月10日），總稱巴黎和約。巴黎和會於1920年1月21日閉幕，不過由於匈牙利一度發生共產革命，土耳其之領土瓜分問題較為複雜，所以延後兩者簽約的時間。
除了上述和約外，協約國為了保障東歐各國境內之少數民族，另與波蘭、捷克斯拉夫、羅馬尼亞、南斯拉夫及希臘各國，簽訂專約。並在奧地利、匈牙利、保加利亞、土耳其簽訂之和約中，特別加入「保障少數民族條款」。此項規定一度有關國家之反對，認為干涉內政，破壞主權，足以造成國家之分裂。但在聯軍堅持之下，仍然一一同意接受，造成日後希特勒以保護東歐日耳曼少數民族為藉口，侵占捷克與波蘭。
上述和約簽訂後，不久即分別獲得有關國家之批准，開始生效。只有美國，日後卻發生問題。因為美國國會反對加入國際聯盟，而國際聯盟約又附列於對德國、對奧地利、對匈牙利等和約之中，因此拒絕批准。因由美國政府與各國分別簽約。

## 整體評價
巴黎和会初期原本充滿對和平的樂觀期待，首次參加歐戰的美國帶來威爾遜總統的十四點和平原則，一時頗受歡迎。然而威爾遜的理想主義觀點迅速被戰勝各國劃分勢力範圍和報復的企圖所壓倒，所謂反戰、民族自決等原則皆無法實施。美國雖簽署條約卻未能經過國會批准，使美國沒有參加國際聯盟，外交政策走入孤立主義。日本代表提出種族平等議案，虽然得到与会国家17票中11票支持，却遭到澳大利亚的坚决反对，最终被英美否决，消息激起了日本国内的民族主义情绪。而合約對未能彻底削弱战败国德国的潜力，也埋下了下一次战争的种子，法国元帅福煦事后评论说：“这不是和平，这是二十年休战。”以对条约表示不满。

### 對東歐影響
巴黎和会的締訂，改變了東歐的政治地圖。七個新的獨立國家出現，分別為：芬蘭、愛沙尼亞、拉脫維亞、立陶宛、波蘭、捷克與南斯拉夫。此現象被譏為「歐洲巴爾幹化」（Balkanization of Europe），因為在這些地區民族混雜的情況很常見，和約締訂者亦沒有根據遷徙人口來調整，使得這些國家各自產生民族問題。雖然存在這些問題，但是這也顯示民族主義的勝利，以及民族自決原則的昂揚。協約國的本來用意，是讓這些東歐獨立的國家構成一個「防疫帶」（法語：cordon sanitaire），以防止俄國共產主義的西傳，從而使資本主義的民主政治不要受到赤色的威脅。

### 对中国影响

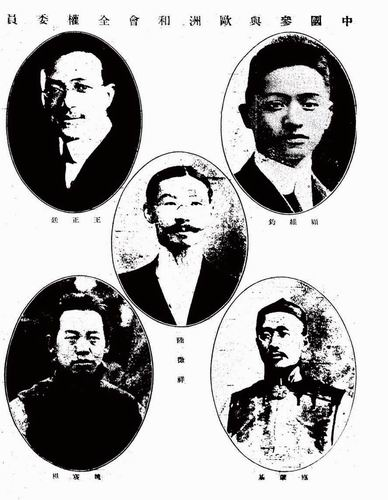
《东方杂志》刊登的“中国参与欧洲和会全权委员”：陆征祥（中）、顾维钧（右上）、王正廷（左上）、施肇基（右下）、魏宸组（左下）

中国要求索回德国强占的山东半岛主权，但英、法、意主张将德国的利益转送给日本，美国提出暂交英法意美日五国共管，遭日本拒绝。中国代表团向和会提出两项提案：取消帝国主义在華特权；取消日本强迫中国承认的《二十一条》，收回山东权益；但提案被否决。巴黎和会引起中国人民抗议，爆发五四运动。當時中國代表團成員有五個全權代表，其中有擔任團長的外交總長陸徵祥、駐美公使顧維鈞、南方政府代表王正廷、駐英公使施肇基、駐比公使魏宸组，秘書朱佛定。中国代表最终没在和约上签字。

### 对阿拉伯世界影响
在巴黎和会上，汉志王国的费萨尔王子向协约国提出了建立统一阿拉伯国家的诉求，但协约国并未同意，反将原属奥斯曼帝国的阿拉伯地区分成几块，置于英法的委任统治之下。美国的巴格尔(Eugene S. Bagger)认为巴黎和会最大的意义就是把亚洲驱逐出欧洲。